# Reattività
Con il termine reattività si intende la tendenza di una particolare specie chimica a reagire in presenza di altri particolari reagenti. Si parla quindi di reattività per una determinata sostanza chimica nei confronti di un altro determinato reagente.
La reattività è una proprietà caratteristica della sostanza in esame, mentre la velocità di reazione fa riferimento ad una particolare reazione chimica. Quindi la velocità di reazione dipende (oltre alle condizioni dell'ambiente di reazione) da quanto sono reattive le specie chimiche che ne prendono parte. Il concetto opposto di reattività è stabilità: infatti tanto meno una sostanza è portata a reagire, tanto più essa è stabile (cioè mantiene inalterata la propria natura chimica).

## Reattività e natura della molecola
Si può stabilire se una molecola è più o meno reattiva attraverso i seguenti strumenti di indagine:
- teoria degli orbitali molecolari
- calcolo della densità elettronica totale della molecola
- potenziale elettrostatico della molecola.

La reattività di una particolare sostanza può inoltre essere spiegata dalla natura dei gruppi funzionali o ad altri fattori costituzionali propri della molecola.
Ad esempio l'elevata reattività del benzene e di alcuni eteroatomi (quali ad esempio tiofene, pirrolo e furano) è da ricondursi all'aromaticità della molecola, dovuta alla delocalizzazione della nube degli elettroni di valenza. In questo caso un indice della reattività è da ricercarsi nel valore dell'energia di risonanza, che è piuttosto elevato per il benzene (38 kcal/mol) e più basso per i composti eterociclici aromatici.
La reattività degli alcheni e degli alchini è invece da ricondursi alle loro insaturazioni (doppi legami e tripli legami), che tendono ad aprirsi con più facilità di un legame singolo. Quindi la reattività della molecola in questi casi aumenta all'aumentare del numero di legami.